# Chyliza similis
Chyliza similis är en tvåvingeart som beskrevs av Johnson 1913. Chyliza similis ingår i släktet Chyliza och familjen rotflugor.
Artens utbredningsområde är Florida. Inga underarter finns listade i Catalogue of Life.